# De zwemmer
De zwemmer is een hoorspel van Christopher Russell. Swimmer won de Radio Times Play Competition 1983 en kreeg de Giles Cooper Award 1984 en de BBC zond het hoorspel op 1 april 1984 uit. Onder de titel Schwimmer werd het op 17 december 1985 uitgezonden door de Südwestfunk. Het werd vertaald door Ellen Engelman en de AVRO bracht het op woensdag 26 februari 1986. De regisseur was Willy Brill. Het hoorspel duurde 50 minuten.

## Rolbezetting
- Hans Ligtvoet (Niek)
- Marja Lieuwen (de moeder van Niek)
- Luc van de Lagemaat (de vader)
- Hans Karsenbarg (de badmeester)
- Thera van Homeijer (Michelle)
- Olaf Wijnants (Sjako)
- Frank Rigter & Jacques Opdenberg (twee jongens)

## Inhoud
De zestienjarige Niek kan moeilijk lopen. Hij heeft een verkort been, zodat hij bij het lopen een stalen korset moet dragen. Toch ontwikkelt hij zich reeds na enkele uren zwemles, die hij tegen de wil van zijn moeder krijgt, tot een zwemkampioen. Hoewel zijn ploegmakkers hem bespotten en treiteren houdt hij vol: hij zegeviert bij een zwemwedstrijd en onttroont de heersende kampioen. Niek is voortaan nog nauwelijks uit het water te krijgen. Zijn drang om te zwemmen en te duiken wordt voor zijn omgeving reeds bijna angstwekkend. Terecht, want Nieks obsessie heeft stiekem een duistere, zelfs ziekelijke zijde: ze is de reactie op de levenslange achteruitstelling en vernedering die met zijn handicap gepaard gaat. Om het vermeende gebrek aan liefde vanwege zijn moeder te compenseren, ontwikkelt hij een dodelijke waan, waarin een onschuldig slachtoffer betrokken raakt...